# Diplonevra cornutissima
Diplonevra cornutissima är en tvåvingeart som beskrevs av Schmitz 1927. Diplonevra cornutissima ingår i släktet Diplonevra och familjen puckelflugor. Inga underarter finns listade i Catalogue of Life.